# Рафаэл (игрок в мини-футбол)
Дурвал Да Коста Лира (род. 26 декабря 1982, Бразилия), более известный как Рафаэл — бразильский и азербайджанский футболист, игрок в мини-футбол. Защитник азербайджанского клуба «Араз» и сборной Азербайджана по мини-футболу.

## Биография
Первый титул Рафаэл выиграл с командой «Санта-Круз». До 2007 года он выступал в бразильском чемпионате, после чего перебрался в казахстанский «Кайрат». В первом же сезоне он проявил себя как лидер команды. Алматинская команда с помощью бразильца выиграла золотые медали чемпионата, а через год повторила успешный результат. По итогам сезона 2007/08 Рафаэл был признан лучшим игроком сезона в чемпионате. Хорошо он проявил себя и в еврокубках. В сезоне 2007/08 именно его дубль в ворота чешского «Эра-Пака» вывел казахстанскую команду в полуфинал Кубка УЕФА по мини-футболу. В сезоне 2008/09, когда «Кайрат» выиграл бронзовые медали турнира, Рафаэл также играл важную роль в команде. Вновь на его счету был решающий гол, выведший команду в полуфинал, на этот раз в ворота бельгийского клуба «Аксьон 21».
В 2009 году Рафаэл вернулся в Бразилию, однако ненадолго. В начале 2010 года бразилец стал игроком новосибирского клуба «Сибиряк». Три года спустя он перебрался в Азербайджан, принял гражданство страны и начал выступления за сборную Азербайджана по мини-футболу.

## Достижения
- Чемпион Казахстана по мини-футболу (2): 2008, 2009
- Обладатель Кубка Казахстана по мини-футболу (2): 2008, 2009
- Бронзовый призёр чемпионата России по мини-футболу 2011